# Robert Alberdingk Thijm
Robert Alberdingk Thijm (Bussum, 1965) is een Nederlandse scenarioschrijver.

## Biografische schets
Robert Alberdingk Thijm is de achterkleinzoon van schrijver Karel Joan Lodewijk Alberdingk Thijm, beter bekend onder zijn pseudoniem Lodewijk van Deyssel. Roberts broer is de internetadvocaat en schrijver Christiaan Alberdingk Thijm. 
In 1991 studeerde hij af aan de faculteit Rechtsgeleerdheid aan de Universiteit van Amsterdam. Hij heeft vele televisieseries en afleveringen op zijn naam staan, waarvan er diverse nominaties kregen of in de prijzen vielen. Zo werd de jeugdserie Meneer Rommel in 1992 genomineerd voor de Grote Kinderkast en viel de jeugdserie De Daltons uit 1999 meerdere malen in de prijzen. Andere series van zijn hand zijn: De Buurtsuper, Zeeuws Meisje en het succesvolle jeugdprogramma Dunya & Desie. Verder schreef hij een aantal afleveringen voor series als Flodder, In de Vlaamsche Pot en All Stars.
In november 2006 werd de door hem geschreven dramaserie Waltz uitgezonden, waar hij anderhalf jaar aan had gewerkt. In 2007 ging de film Dunya en Desie in Marokko in première en maakten De Daltons na zeven jaar hun rentree op de televisie.
In 2012 ontving Alberdingk Thijm de Edmond Hustinxprijs voor toneelschrijvers.

## Werk

### Film
- Dunya en Desie in Marokko (2007)

### Televisieseries
- Het Gordijnpaleis van Ollie Hartmoed
- A'dam - E.V.A. (2011)
- De Daltons, de jongensjaren (2007)
- Waltz (2006)
- Dunya & Desie (2002)
- De Daltons (1999)
- Zeeuws Meisje (1997)
- De Buurtsuper (1995)
- Meneer Rommel (1991)

### Afleveringen
- All Stars (1999)
- Flodder (1998-1999)
- In de Vlaamsche pot (1990)